# Chan asz-Szar
Chan asz-Szar (arab. خان الشعر) – wieś w Syrii, w muhafazie Aleppo. W 2004 roku liczyła 628 mieszkańców.